# Mongkhon Vivaszuk
Mongkhon Vivaszuk (thai nyelven: มงคล วิวาห์สุข, népszerű latin betűs átírással: Mongkhon Wiwasuk), ismertebb nevén Malaipet vagy Malaipet Sasiprapa (มาลัยเพชร ศศิประภา, magyaros: Malajphet Szasziprapha) (Szurin, 1981. december 21.) thai születésű thai bokszoló, többszörös thaiboksz-világbajnok; MMA-harcos, Kaliforniában él.

## Élete és pályafutása
Egy kis faluban született Thaiföld elefántokról híres Szurin tartományában, hatgyermekes családban. Egyik bátyja thai boksszal foglalkozott, az ő nyomdokaiba lépett nyolcévesen. Szülei rizs- és burgonyatermesztéssel foglalkoztak,  hatéves volt, amikor édesanyja meghalt. Tizenegy évesen Bangkokba került egy bentlakásos thaiboksz-iskolába, ahonnan egyszer megszökött.
2001-ben költözött az Amerikai Egyesült Államokba, ahol a versenyzés mellett több thaiboksz-klubban is oktatott. 2007-ben kezdett el az MMA-ben versenyezni, 2010-zel bezárólag hét mérkőzést vívott itt, háromszor győzött, négyszer veszített.
A 2011-ben megjelent Supremacy MMA című videójátékban választható játékosként.